# Bassa de Can Bros
La Bassa de Can Bros és una obra de Collbató (Baix Llobregat) protegida com a Bé Cultural d'Interès Local.

## Descripció
Bassa amb murs fets de pedra i morter de calç, de mides 15 X 13 X1,5 metres, construïda per embassar-hi aigües pluvials provinents del carrer Amadeu Vives. Té un fons de terra ferma amb una inclinació inferior al 20%, que permetia l'abeurament de ramats de bestiar. Posteriorment, la bassa es va utilitzar per al regatge dels camps propers.

## Història
El loc, conegut popularment com "la Bassa de les Granotes", és un exemple de les antigues construccions fetes per a l'aprofitament de les aigües pluvials, en un entorn on aquest tipus d'obres prenen una importància cabdal per a l'economia agrària. La seva situació, al centre del poble, en perment un aprofitament turístic i cultural.